# Дидгорская битва
Дидгорская битва (груз. დიდგორის ბრძოლა) — сражение, которое произошло 12 августа 1121 года между войсками Грузинского царства и сельджукскими войсками Тогрула, эмира Мардина Иль-Гази и эмира Хиллы Дубайса. Сражение привело к разгрому сельджукской армии и освобождению Тбилиси, который стал столицей страны. С этого момента начался «Золотой Век» грузинской истории. В память о сражении проводится ежегодный фестиваль, известный как Дидгороба.

## Предыстория

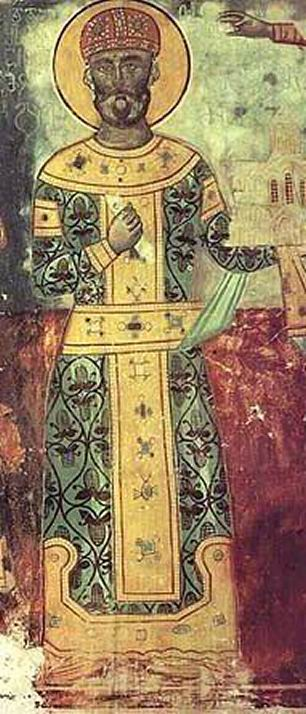
Давид IV Строитель

В 1089 году на трон Грузинского царства взошёл Давид IV Строитель, приняв от отца страну, потерявшую большую часть своих территорий из-за набегов турок-сельджуков. Но войны за трон в Государстве сельджукидов после смерти Мелик-шаха и Крестовые походы ослабили мусульман. После смерти в 1118 году сельджукского султана Мухаммеда Тапара его сыновья тоже начали борьбу за трон. Давид использовал затяжные периоды междоусобиц у сельджуков и последовательно отвоёвывал территории, ранее захваченные мусульманами. Он даже отказался от уплаты дани сельджукскому султану. В дальнейшем набеги грузин привели к потере сельджуками почти всех ранее захваченных грузинских земель. Давид пригласил половцев (кыпчаков) и поселил их на южных границах своего государства.
Матвей Эдесский так описал события, непосредственно предшествовавшие кампании:

«Некий эмир по имени Гази <…> вступил в Грузию и пленил часть тамошних жителей. <…> Когда грузинский царь Давид узнал об этом, он собрал свои войска, внезапно настиг турок и напал на них. Грузины перебили 30 тыс. турок и пленили всех их жен, детей и бесчисленные стада овец, приведя их в Грузию вместе с огромной добычей».
О начале кампании источники и историки давали разные сведения. Ибн аль-Азрак писал, что в 1121/22 году жители Тифлиса послали к Иль-Гази, приглашая его (приехать), чтобы они могли сдать ему город. Эту версию излагал и Д. Рейфилд. По его словам, Иль-Гази сначала отказался, опасаясь возмездия Давида. Согласно К. Зюсхайму, Иль-Гази был командующим армией в кампании против грузин , но кампанию он организовал по приказу султана Махмуда.
Согласно Матвею Эдесскому, жители Тифлиса обратились за помощью к  Иль-Гази и сыну Мухаммеда Тапара Тогрулу. 
Ибн аль-Каланиси и Ибн аль-Адим писали, что в 1121 году жители разоряемых грузинами мест обратились сначала к Тогрулу. Тогрул принял это предложение, но его собственных сил было недостаточно для экспедиции и он послал сообщение Иль-Гази, призывая его и Дубайса. 
Артукиду, должно быть, польстила эта просьба.  Несмотря на то, что Жослен Эдесский вторгся в долину Бутнан, а перемирие Иль-Гази с Балдуином Иерусалимским окончилось, Иль-Гази согласился отправиться в Грузию. Причиной, вероятно, было то, что он был вождём кочевых туркменов, для которых грузинская кампания была привлекательна — она манила добычей и престижем. Победа в битве на Кровавом поле, возможно, также внушила Иль-Гази ложную уверенность в том, что он может легко вернуть всё, что потеряет. Иль-Гази отправил сообщение о подготовке к грузинской кампании своему вассалу хакиму Битлиса и Эрзена Тоган-Арслану. Союзники решили, что местом сбора будет Тифлис. Тоган-Арслан отправился со своим войском в Эрзенур-Рум, а оттуда через Тириалис к Тифлису.  Отправляясь в грузинскую кампанию, Иль-Гази предложил Алеппо своему зятю Дубайсу за помощь в кампании. По мнению К. Хилленбранд, «слава, опьянение от успеха и прибытие Дубайса с войском» повлияли на решение Иль-Гази согласиться.

## Силы сторон

### Христиане
Писавший столетие спустя после битвы армянский хронист Смбат Спарапет называл «40000 кипчаков, 18000 аланов, 10000 армян, 500 франков». Готье Канцлер писал про «четырежды двадцать тысяч бойцов» Давида «среди Мидян и христиан». Матвей Эдесский писал, что Давид выступил во главе 40 тысяч грузин, 15 тысяч половцев, 500 аланов и 100 франков.
Аналогичные цифры называл Д. Рейфилд: примерно 56 000 человек, в том числе 16 000 кипчаков и несколько сотен «франков». И. Джавахишвили оценивал армию Давида как состоявшую из 61 тысячи воинов: 40 тысяч грузин, 15 тысяч половцев, 5000 аланов и 1000 франков. С. Маргишвили оценивал размер армии Давида в 15-18 тысяч человек.

### Мусульмане
Грузинский хронист не называл цифр, лишь написал, что сельджуки «многочисленные, как морской песок, двенадцатого августа пришли в Триалети, Манглиси и Дидгори, и даже стоящим было им тесно в тех местах». Ибн аль-Азрак так же писал, что «собрались большие войска». Михаил Сириец писал про 100 тысяч воинов в армии Иль-Гази, Смбат Спарапет - про 150 тысяч , Матвей Эдесский - про 150 тысяч воинов в армии Иль-Гази и ещё 400 тысяч — у Тогрула. Канцлер Готье называл ещё большую цифру — 600 тысяч.
Д. Рейфилд указал, что сельджукская армия была в 3-5 раз была больше грузинской (от 150 до 250 тысяч). И. А. Джавахишвили высказал гипотезу, что в труде Ибн аль-Асира содержалась цифра 300—400 тысяч относительно войска мусульман.  Ш. Дефремери писал, что он сам реконструировал в тексте Ибн аль-Асира число [тысяч] 30, якобы, по Бар-Эбрею. При этом, в том издании, на которое Дефремери ссылался (в редакции Сен-Мартена), на указанной им странице нет текста Бар-Эбрея, есть лишь комментарий Сен-Мартена. По утверждению Сен-Мартена, про армию в 30 тысяч человек писал М. Чамчан.
По мнению турецкого историка А. Севима, Сен-Мартена, армянского историк Чамчяна и С. Маргишвили армия союзников составляла около 30 тысяч человек. Последний полагал, что цифра в 300 000, принятая в грузинской историографии, неверна, поскольку сельджуки не могли собрать такую армию в средние века.

## Расположение армий

### Расположение армии Иль-Гази
Мусульмане вторглись в Грузию «по пути через гору Дидгор». Грузия была незнакомой местностью для Иль-Гази, и его люди разбили лагерь в долине под горой (в месте, названном Дидгори, недалеко от Тифлиса), очень уставшие после долгого перехода. По словам Ибн аль-Азрака, Тогрул ещё не успел подойти. Не было ещё и подкреплений от вассала Иль-Гази, Тогана Арслана. Ибн аль-Асир поместил эти события под 514 годом Хиджры и писал, что Тогрул также участвовал в этой битве, но современник событий, Ибн аль-Азрак, писал, что внезапное нападение Давида заставило Иль-Гази сражаться, не дождавшись союзников.
К 10 августа 1121 года основные силы мусульманской коалиционной армии заняли окрестности Триалети-Манглиси-Дидгори, все основные к ним дороги и подступы. Другая часть, подойдя из предгорий Дидгори, заняла долину Дигом. И Квемо, и Земо Дидгори были заполнены вражескими войсками, о которых историк Давида говорит как об одной географической точке, но с множественным числом — «Дидгорни». Долина Дидгори была выбрана противником местом встречи не случайно — сюда должно было вести множество дорог и переходов. Клдекар, откуда дорога вела в Дидгори, был важным пунктом - из Дидгори  был открыт путь на Тифлис. По мнению некоторых старых историков, сбор неприятельской армии под Дидгори означал сбор у ворот Тбилиси. Кроме того, отсюда они могли пойти в Шида Картли, минуя Мцхету, и окружить армию Давида. В случае победы они могли выбрать дорогу на Тбилиси, захват которого был одной из их главных целей и до которого отсюда было всего полдня езды.

### Расположение армии Давида
Армия Грузинского царства под командованием Давида Строителя подошла к долине Дидгори через довольно широкое ущелье Ничбиси. По мнению Ш. Месхия, Матвей Эдесский и Готье Канцлер имели в виду эту долину, когда сообщали, что грузинская армия расположилась лагерем между двумя горами, и что битве произошла здесь: «в густом лесу между двумя горами, в каком направлении противник намеревался атаковать». По словам Ибн аль-Азрака, часть грузинской армии под командованием сына Давида Деметре пряталась на одной из этих гор для внезапной атаки. Сам Давид должен был идти с запада. Готье Канцлер писал, что Давид обратился к своей армии с речью перед началом сражения. Хронист даже привёл текст этой речи. По словам С. Маргишвили, боевой порядок грузинской армии исключает возможность обращения к армии (часть войска в засаде). Однако многие исследователи не сомневаются в правильности этих сведений Готье, а некоторые из них даже включили текст речи Давида, приведённый Готье-Канцлером в сборник образцов грузинской риторики. Расположения войска Давида в долине, узкий вход в которую зарос деревьями не давало ему возможности к отступлению. Давиду Строитель заранее отрезал армии путь к отступлению, чтобы воинам предстояло либо победить, либо доказать свою преданность Богу и царю, погибнув.

## Дата битвы
В исторических источниках дата и число начала битвы при Дидгори представлены по-разному: 12, 13, 15, 18 августа. Так, например, в копиях сочинений так называемого «историка царя Давида» (анонимного автора «Жизни царя царей Давида») XV и XVIII веков битва датирована 18 августа, в некоторых списках XVII и XVIII веков — 12 августа. В датируемом XII веком древнеармянском переводе труда «историка царя Давида» — 12 августа. По одному  изданию (1869) сочинений Матвея Эдесского битва произошла 15 августа, в «четверг поста Богородицы», а по другому  изданию (1898) — «В 13-й день августа месяца, в четверг, во время поста Богородицы».
Маргишвили предположил, что более поздние переписчики труда Матвея Эдесского перепутали цифры: 13 или 15 августа 1121 года не были четвергом. В августе этого года четверг приходился на 11-12 и 18-19 августа, но к 18 и 19 августа «пост Богородицы» уже закончился, поэтому «четвергом поста Богородицы» можно считать 12 августа, тем более, что именно об этом свидетельствуют сочинения историка Давида и его древнеармянский перевод.

## Сражение

Место битвы согласно С. Какабадзе

Схема и место битвы согласно С. Какабадзе.

### Первая часть
12 августа 1121 года Давид внезапно напал на ожидавшего союзников Иль-Гази, стремительно спустившись с гор со своим войском из грузин и кипчаков. Вместе с ним был его сын Деметре.
Канцлер Готье писал, что «расположив отдельные ряды, царь поставил впереди двести воинов франкского рода, которых имел»."Царь Давуд выступил с западной стороны а его сын Димитрий обрушился на них с вершины горы когда они находились у подножия её". Согласно Ибн аль-Асиру, 200 кыпчаков Давида сумели пробраться в армию Иль-Гази, их пропустили, приняв за перебежчиков. Когда они вошли в лагерь, туркменские солдаты решили, что те сдались им, и не напали. Мнимые сдавшиеся внезапно атаковали, после чего в армии Иль-Гази поднялась паника. Давид начал атаковать их, воины Иль-Гази начали разбегаться во все стороны. Иль-Гази потерпел сокрушительное поражение после ожесточённого боя.
Матвей Эдесский так описывал битву:

«яростная битва закипела в горных теснинах. Она была настолько ужасной, что горы оглашались страшным грохотом от столкновения воинов. Бог пришел на помощь грузинам, и, перестроившись, они обратили турецкие силы в бегство».
Ибн аль-Каланиси и Камаль ад-Дин также писали, что в ущелье грузины напали на мусульман и разбили их.

### Вторая часть
Поражение соперника на поле Дидгори ещё не означало окончательной победы над ним. Поэтому Давид Строитель решил преследовать отступающего противника, чтобы не дать ему возможности перегруппироваться и атаковать снова.
По словам историка Давида,  «Давид построил своё войско, ... распорядившись всем спокойно и без суеты, показав опытность и мудрость; ... в первой же битве рассеял их стан и обратил их в бегство; ... уничтожил прославленных воинов Аравии; ... хитро и скрытно преследовал и истреблял бежавших, наполнив горные склоны, поля, горы и долины их трупами; ... сохранил он свои войска без потерь».
Преследование разбитого и беспорядочно отступающего противника продолжалось несколько дней. По словам Матвея Эдесского, армия грузин и кыпчаков в течение восьми дней преследовала армию Иль-Гази и нанесла ему большой ущерб.
По словам Готье Канцлера (ссылавшегося на участников битвы), преследование длилось три дня, и «четыреста тысяч пали от меча царя». Ибн аль-Асир заявлял, что грузины преследовали турок на расстоянии 10 фарсангов. Согласно Ибн аль-Каланиси и Камаль ад-Дину, грузинская армия обратила мусульманскую в бегство и преследовала её. Иль-Гази и Дубайс едва сбежали от грузинских войск, которые преследовали их десять лиг.
По словам анонимного автора «Жизни царя царей Давида», эта кровопролитная битва «продолжалась до трёх часов, и они не смогли устоять даже перед первой атакой».
Готье-Канцлер: «они были ослеплены при первом же нападении и пали от рук франков, обратились в бегство и рассеялись». (По словам Т. Эсбриджа, слово «франков» указывает на присутствие латинян, но неясно, были ли это наёмники. Матфей Эдесский упоминал о присутствии «одной сотни франков»).
И Матвей Эдесский, и Готье-Канцлер писали о ранении Иль-Гази и его позорном побеге («едва спасшись», «Иль-Гази был ранен в голову, почти все его люди были убиты, ... в сопровождении царя арабов ... полуживой, безоружный и голодный»). «Лишь Наджм-ад-Дину и Дубайсу удалось спастись с небольшой группой людей».
«так что грузины сохранили пленных вплоть до нашего времени».

## Потери
Историки, описывающие битву при Дидгори, сохранили некоторые сведения об общем количестве потерь армии Иль-Гази. В битве при Дидгори погибли или были ранены многие грузины, кыпчаки и осетины, но потери грузинской армии по сравнению с потерями армии противника были настолько малы, что, по словам К. Хилленбранд, никто из хронистов не счёл нужным упомянуть о них.
По словам Матвея Эдесского, «страшное избиение турок произошло в том месте, реки, долины и все расщелины гор были покрыты [убитыми]. Число убитых турок составило 400 000 человек; 30 000 человек были арестованы; а тела лошадей и оружие павших покрывали все поле». "Историк царя Давида" писал, что «Велни, Мтани и Гелени были наполнены телами». Среди погибших, по его словам, были «известные арабские воины». Большая часть мусульман была захвачена грузинами в плен. Михаил Сириец писал, что  «сто тысяч воинов ... вторглись в Иберию ..., но царь иберов занял за ними проходы и всех уничтожил мечом». Смбат Спарапет отметил: «Они истребили свыше 400000 и взяли в плен 50000 человек. Султан Мелек и Хази позорно обратились в бегство». Ибн аль-Азрак упоминал об уничтожении значительной части армии Иль-Гази: «Неверные убили большое количество его людей». По словам Ибн аль-Асира, «большая часть мусульманской армии погибла на поле боя». Ибн аль-Адим писал, что «грузины в ущелье напали на мусульман, и разбили их, и преследовали, убивая и уводя в плен».
Армянские хронисты ( Матвей Эдесский и Смбат Спарапет) называли десятки тысяч пленных, но А. Севим писал, что грузины захватили около 4000 пленников.
Помимо пленников, грузины захватили богатую добычу.  Ибн аль-Азрак отметил: в этой войне они [грузины] «захватили у них [мусульман] много добычи». Ибн аль-Адим писал: «у Дубайса было разграблено [имущество] стоимостью 300 тысяч динаров, а сам он невредимым прибыл в Мардин с Наджм ад-дином Иль-Гази». По словам «историка царя Давида»: «[Описать] же, как разбогатели наши войска и ещё более — все царство, показать изобилие золота и серебра, арабских коней, ассирийских мулов, шатров и настенных ковров, а ещё — бесчисленных боевых орудий, разных медных барабанов, камнемётов, изящных сосудов для пиров, для омовения и для кухонь — какая бумага и чернила могут охватить все это!».

## Значение и последствия
Годом позже, в  1122 году, Тифлис был оккупирован Давидом и отдан на три дня на разграбление: «В том же году он (Давид) битвой освободил Тбхис от персов и совершил там страшное истребление, 500 человек были повешены».
По словам Д. Рейфильда, «битва при Дидгори 12 августа 1121 года длилась всего три часа, но уничтожила мусульманскую гегемонию над Грузией и Арменией». С. Какабадзе назвал это «величайшим результатом в истории» грузин. К.Хилленбранд назвала поражение Иль-Гази в этой битве «горьким». Это было унижением для гордости Иль-Гази. Однако репутация Иль-Гази на севере Сирии оставалась высокой.

## Память
В память о сражении проводится ежегодный фестиваль, известный как Дидгороба. В 1976 году по проекту Мераба Бердзенишвили был построен мемориал. В марте 2017 года парламент Грузии начал рассмотрение закона о признании дня битвы при Дидгори праздничным днем. Однако проект закона был временно приостановлен из-за просьбы турецкого посольства, опасающегося негативного влияния на отношения между Грузией и Турцией.

## Комментарии
1. ↑  «они стеная направились в Гандзак к султану Малику, сыну Тапара, и слёзно оплакивали своё несчастье в его присутствии. Иные же отправились в арабские земли Кармиана к эмиру Иль-Гази, сыну Артука, и, горько рыдая, поведали о постигшем их несчастье»[12].
2. ↑  Ибн аль-Каланиси: «в этом году также сообщалось о появлении грузин из Дурубы и их нападении на территории князя Тогрыла. Последний попросил помощи у эмира Наджм аль-Дина иль- Гази, сына Ортука, правителя Алеппо, а также у туркмен и эмира Дубайс бен Садак бен Мазияда»[19]. Камаль аль-Дина Ибн аль-Адим: «Тогрул просил помощи у Иль-Гази ибн Артука против грузин и их государя Давида, и направился он (Иль-Гази) к нему со множеством людей и Дубайсом ибн Садака»[20].
3. ↑  «На арабском языке в оригинале [Ибн аль-Асира] написана только тысяча, но количество тысяч не читается; Ш. Дефремери восстановил число как 30 000, согласно Абу-ль Фараджу (Frag, p. 483, примечание 7), но у Ибн аль-Асира, возможно, было 300 000 или 400 000, как у Матвея Эдесского».